# Allobates niputidea
Allobates niputidea е вид земноводно от семейство Aromobatidae. Видът е незастрашен от изчезване.

## Разпространение
Разпространен е в Колумбия.